# Hatugau
Hatugau ist ein osttimoresischer Suco im Verwaltungsamt Letefoho (Gemeinde Ermera).

## Der Suco

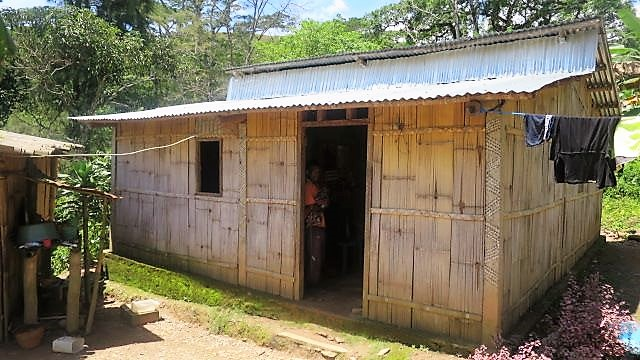
Hütte in Hatugau

Hatugau hat eine Fläche von 10,05 km². Der Suco liegt im Westen des Verwaltungsamts Letefoho. Östlich liegt der Suco Haupu und südlich der Suco Catraileten. Im Westen grenzt Hatugau an das Verwaltungsamt Hatulia mit seinen Sucos Leimea-Sarinbalo und Coilate-Letelo und im Norden an das Verwaltungsamt Ermera mit seinem Suco Raimerhei. Der Fluss Meipu und einer seiner Nebenflüsse bilden die Grenze zu Coilate-Letelo und Raimerhei. Der Meipu gehört zum System des Lóis. Im Suco befinden sich die sechs Aldeias Cailiti, Hatugau, Hunda, Riaheu, Rialau und Sauria.
Der Ort Hatugau liegt im Westen des Sucos, auf einer Meereshöhe von 1160 m. Im Norden liegen die Dörfer Sauria und Hunda (Honda), im Westen Hatugau, Cailiti (Kailiti) und Riaheu und im Osten Rialau (Rialaun). Im Dorf Hatugau befinden sich eine medizinische Station und die Grundschule des Sucos, die Escola Básico Filial Hatugau.

## Einwohner
In Hatugau leben 973 Einwohner (2022), davon sind 520 Männer und 453 Frauen. Im Suco gibt es 298 Haushalte. Knapp 83 % der Einwohner geben Mambai als ihre Muttersprache an. Fast 10 % sprechen Kemak, über 5 % Tetum Prasa und kleine Minderheiten Sa’ane oder Habun.

## Politik
Bei den Wahlen von 2004/2005 wurde Miguel M. Sarmento zum Chefe de Suco gewählt. Bei den Wahlen 2009 gewann Graciano Soares und 2016 Miguel Madeira Sarmento.